# Музей выдающихся деятелей украинской культуры
Музей выдающихся деятелей украинской культуры Леси Украинки, Николая Лысенко, Панаса Саксаганского, Михаила Старицкого — литературно-мемориальный музей в Киеве.

## История основания и короткое описание
Музей был основан в 1987 году. Основанием для его создания стал тот факт, что в конце XIX — в начале XX века в близком соседстве проживали семьи известных деятелей украинского движения — Леси Украинки, Николая Лысенко, Михаила Старицкого, Панаса Саксаганского.
Музейные экспозиции размещены в мемориальных домах, сохранившихся до нашего времени, они являются границами территории музея, которой присвоен статус охранной зоны. Интерьеры музея воссозданы такими, какими они были при жизни известных жителей.
В доме по ул. Мариинско-Благовещенской, (ныне ул. Саксаганского) семья поэтессы Леси Украинки (Лариса Петровна Косач-Квитка) проживала с 1899 по 1909 годы. Мать Леси Украинки — известная писательница, этнограф, культурный и общественный деятель Елена Пчёлка (Елена Петровна Косач из рода Драгомановых). Дядя — известный учёный, историк и философ Михаил Драгоманов.
Рядом, в доме № 95-Б жил композитор, общественный и культурный деятель Николай Лысенко (1842—1912).
На той же улице в доме № 93 жил с семьёй драматург, театральный деятель Михаил Старицкий (1840—1904).
Эти семьи объединял интерес к украинской идее, благодаря чему они создали на этой территории культурную зону, которую представители украинского движения того времени называли украинским Парнасом.
Структура и состав музея логично обусловлен важными историческими событиями в украиноязычной культуре, тесно связанными со становлением и самоосознанием украинской нации. Общей стратегией развития музея является образование на заповедной музейной территории своеобразного украинского центра, который представлял бы приобретения украиноязычной культуры. В контексте культурологической деятельности музея — и литература, и музыкальное искусство, и театр, и народное творчество.
Фондовое собрание музея постоянно пополняется, в нём много экспонатов, ценных для тех, кто любит украиноязычную культуру.
Пользуются популярностью литературные и музыкальные вечера, которые проводятся в рамках заседаний музейного клуба «Семья», конкурс молодых поэтов «Надежда». Основан конкурс юных художников «Визия», ежегодный научный семинар «Роль выдающихся личностей — деятелей науки, культуры в процессе формирования национального самосознания». Восстановление украинского Парнаса предусматривает создание театрального и кинозалов, технически оснащённой библиотеки, летнего амфитеатра для проведения концертов.

## Музей Леси Украинки
Музей Леси Украинки в Киеве существует ещё с начала 1960-х годов. В середине 1980-х годов дом (постройки 1889 г., архитектор М. Гарденин) встал на капитальный ремонт, было принято решение о полном обновлении экспозиции. 25 февраля 1991 года открыта для посетителей мемориальная квартира Леси Украинки, восстановленная в том виде, в каком она была во время проживания здесь семьи Косач (с 1899 до 1909 гг.).
В экспозицию вошли вещи, принадлежавшие поэтессе и её близким, картины (среди которых — прижизненные портреты Леси Украинки и других членов семьи, написанные художником Фотием Красицким), оригинальные изделия народного декоративно-прикладного искусства середины XIX — начала ХХ столетия, редкие ныне книги и периодические издания, типовая мебель и предметы быта того времени, которые, по мнению некоторых интересующихся данным вопросом, тождественны или подобны мемориальным, а также небольшое количество реконструированных по имеющимся образцам вещей.
Квартира состоит из прихожей и пяти комнат. На втором этаже размещена литературная экспозиция, которая освещает жизненный путь поэтессы.

## Музей Николая Лысенко
Экспозиция музея работает с 1980 г. (до 1987 г. — в составе Государственного музея театрального, музыкального и киноискусства Украины).
Семья композитора занимала второй этаж дома (1894 года застройки, архитектор Хойнацкий). Именно здесь Н. Лысенко проживал с 1894 года вплоть до самой смерти в 1912 г.
Основой фондовой коллекции музея стал творческий архив, переданный из Кабинета-музея Н. В. Лысенко при Киевский государственной консерватории (ныне — Национальная музыкальная академия Украины им.. П. И. Чайковского), экспонаты, переданные из театрального музея, а также подаренные потомками композитора. Экспозиция включает семь залов и три мемориальные комнаты.
В мемориальной гостиной представлен концертный рояль фирмы «Блютнер» и портрет Н. Лысенко. На стенах размещена часть его коллекции народных музыкальных инструментов: лира, торбан, цимбалы, кобза. Здесь Н. Лысенко работал над операми «Тарас Бульба», «Энеида», «Ноктюрн», обработками народных песен и др.

## Музей Михаила Старицкого
В августе 2002 года после продолжительной реставрации дома открылся музей Михаила Старицкого.
Экспозиция музея состоит из мемориальной квартиры писателя и тематической части «Продолжение семейных традиций», посвящённой жизни и творчеству потомков М. Старицкого, и выставки «Творческая и театральная деятельность М. П. Старицкого».
Основой фондовой коллекции стал семейный архив, переданный по завещанию Ирины Ивановны Стешенко, и предметы, переданные внуками М. Старицкого. Среди них редкие книги и периодические издания из семейной библиотеки, картины (в числе которых прижизненные портреты М. Старицкого, Л. М. Старицкой-Черняховской, В. Черняховской), мемориальная мебель, коллекция керамики конца XIX — нач. ХХ ст.).

## Будущий музей Панаса Карповича Саксаганского
Экспозицию музея Панаса Саксаганского планируется разместить в мемориальном доме № 96 по ул. Жилянской, где известный актёр и театральный деятель, представитель рода Тобилевичей, проживал с 1912 года вплоть до своей смерти (1940 г.). Сохранились почти все вещи, окружавшие Саксаганского при жизни, документы, эпистолярное наследство, фото, живописные полотна и т. д. До постройки музея П. Саксаганского в выставочном зале музея М. Старицкого работает постоянная выставка, посвящённая творческому и житзненному пути актёра.

## Музей «Иван Франко и Киев»
Музей «Иван Франко и Киев» был основан 27 августа 2006 года указом президента Украины. В соответствии с решением Киевского городского совета от 27 декабря 2007 года он расположен в доме № 93-б по ул. Саксаганского, как одна из составляющих частей «Музея выдающихся деятелей украинской культуры».
Этот дом принадлежал М. Гвоздику, как и дом 95-б, где проживал Николай Лысенко (ныне — музей Н. Лысенко). Помещение для создания музея было выбрано именно здесь потому, что Иван Франко поддерживал тесные и постоянные отношения с деятелями украинского движения, представленными в музейном комплексе — М. Старицким, М. Лысенко, семьёй Косач (П. Косачем, Еленой Пчёлкой, Лесей Украинкой, М. Драгомановым).
В экспозиции музея рассказывается о трёх приездах И. Франко в Киев в 1885, 1886 и 1909 годах. Кроме того, планируется создание таких тематических блоков, как «И. Франко и Н. Лысенко», «И. Франко и семья Косач-Драгомановых», «И. Франко и М. Старицкий» и других.

## Работа музея
Адрес: г. Киев ул. Саксаганского, 97.

Музей работает с 10:00 до 17:00.
Выходные:
- Музей Леси Украинки — вторник (тел. 289-16-51)
- Музей Николая Лысенко — понедельник (тел. 289-02-91)
- Музей Михаила Старицкого — вторник (тел. 284-37-63)

Стоимость билетов:
5 грн. — для школьников, студентов и пенсионеров;
15 грн. — для взрослых.
Работает экскурсовод (15 грн. — группа до 5 человек, 30 грн. — группа до 20 человек).

Для некоторых категорий посетителей действуют льготы.